# Toechima tenax
Toechima tenax är en kinesträdsväxtart som först beskrevs av George Bentham, och fick sitt nu gällande namn av Ludwig Radlkofer. Toechima tenax ingår i släktet Toechima och familjen kinesträdsväxter. Inga underarter finns listade i Catalogue of Life.